# Saïd Haddou
Saïd Haddou (født 23. november 1982) er en fransk tidligere professionel cykelrytter.